# ロール・ウィズ・イット (オアシスの曲)
「ロール・ウィズ・イット」（原題：Roll with It）は、1995年にオアシスが発表した楽曲、および同曲を収録したシングル。通算7枚目のシングル。

## 概要
ノエル・ギャラガーの作詞・作曲。オアシスの2枚目のアルバム『モーニング・グローリー』からの2枚目シングルカットで、全英シングルチャートでは同日発売されたブラーの「カントリー・ハウス」に阻まれ2位となった。

## 収録曲
- CD
  1. ロール・ウィズ・イット - "Roll with It" - 4:00
  2. イッツ・ベター・ピープル - "It's Better People" - 3:59
  3. ロッキン・チェアー - "Rockin' Chair" - 4:36
  4. リヴ・フォーエヴァー - "Live Forever" (Live at Glastonbury '95) - 4:40
1995年6月23日のグラストンベリー・フェスティバルにて録音されたライブ・バージョン

- 7インチアナログ CRE 212
  1. ロール・ウィズ・イット - "Roll with It" - 4:00
  2. イッツ・ベター・ピープル - "It's Better People" - 3:59

- 12インチアナログ CRE 212T
  1. ロール・ウィズ・イット - "Roll with It" - 4:00
  2. イッツ・ベター・ピープル - "It's Better People" - 3:59
  3. ロッキン・チェアー - "Rockin' Chair" - 4:36

- カセット CRECS 212
  1. ロール・ウィズ・イット - "Roll with It" - 4:00
  2. イッツ・ベター・ピープル - "It's Better People" - 3:59